# Jaroslava Dubská
Jaroslava Dubská (roz. Čechová) (* 30. října 1933) je bývalá československá hráčka basketbalu (vysoká 169 cm). Je zařazena na čestné listině mistrů sportu.
Jaroslava Dubská patřila mezi opory reprezentačního družstva Československa, za které hrála v letech 1953 až 1959 celkem 71 utkání a má významný podíl na dosažených sportovních výsledcích. Zúčastnila se dvakrát mistrovství světa a třikrát mistrovství Evropy v basketbale žen, na nichž získala celkem 5 medailí, z toho jednu stříbrnou za druhé místo na ME 1954 a čtyři bronzové medaile za třetí místa (MS 1957, 1959 a ME 1956, 1958). Reprezentační kariéru zakončila na Mistrovství světa v roce 1959 v Moskvě (3. místo).
V československé basketbalové lize žen odehrála celkem 8 sezón za Slovan Orbis Praha (trenéři Ludvík Luttna, Svatopluk Mrázek), v nichž s týmem získala v ligové soutěži čtyřikrát titul mistra Československa, dvě druhá, jedno třetí a jedno páté místo.
S týmem Slovan Orbis Praha se zúčastnila jednoho ročníku FIBA Poháru evropských mistrů v basketbale žen v sezóně 1959/60, tým se probojoval mezi čtyři nejlepší družstva a podlehl až v semifinále pozdějšímu vítězi soutěže Daugava Riga.,,
V roce 2005 byla uvedena do Síně slávy České basketbalové federace.

## Hráčská kariéra
- Klub: 1951-1960 Slovan Orbis Praha, 4x 1. místo (1954, 1956, 1957, 1960), 2x 2. místo (1955, 1958), 3. místo (1953), 5. místo (1952), celkem 7 medailových umístění za 8 sezon
- Československo 1953–1959 celkem 71 mezistátních zápasů, na MS a ME celkem (bez ME 1954) 166 bodů ve 22 zápasech
- Mistrovství světa: 1957 Rio de Janeiro (86 bodů /9 zápasů), 1959 Moskva
- Mistrovství Evropy v basketbale žen: 1954 Bělehrad (bude doplněno), 1956 Praha (56 /8), 1958 Lodž, Polsko (24 /5)
- úspěchy:
- Mistrovství světa v basketbalu žen: 2. místo (1964), 2x 3. místo (1957 a 1959)
- Mistrovství Evropy v basketbale žen: 3x 2. místo (1952, 1954 a 1962), 3x 3. místo (1956, 1958, 1960)
- FIBA Pohár evropských mistrů v basketbale žen: 1x v semifinále (1960)